# Tetragonodes amazonaria
Tetragonodes amazonaria là một loài bướm đêm trong họ Geometridae.